# Ruszinok
A ruszinok (másként rutének, rusznyákok, rusznákok, kárpát-oroszok, kárpát-ukránok) keleti szláv nép Kelet- és Közép-Európában. Ruszinul beszélnek, amely egy keleti szláv nyelv, melyet egyesek önálló nyelvként értékelnek, mások az ukrán nyelv egy dialektusának tekintenek. Hagyományosan görögkatolikus vallásúak, egy kisebbségük a keleti ortodox kereszténység követője. Kisebbségben élnek Magyarországon, Lengyelországban, Romániában, Szlovákiában, Horvátországban és Szerbiában, ezen országokban leismert etnikai kisebbségként. Másutt, például Ukrajnában, az ukrán nép egy csoportjának tekintik őket.
A ruszinok annak a keleti szláv népességnek a leszármazottai, akik az Északkeleti-Kárpátokban éltek. A ruszinokhoz tartoznak további kisebb néprajzi csoportok, mint a dolisnyánok, bojkók, a huculok vagy a lemkók.
Körülbelül 1,7 millió ember ruszin eredetű, hivatalosan azonban csak körülbelül 110 ezer ember azonosítható így. Ennek oka az, hogy egyes országok statisztikáiban ukránokként jelennek meg. Hazánkban a legutolsó, 2022-es népszámlálás alkalmával 7111 ember vallotta magát ruszinnak, a legtöbben Budapesten, Borsod-Abaúj-Zemplén és Szabolcs-Szatmár-Bereg vármegyékben élnek.

## Nevük
A ruszin név a "rusz" kifejezésből ered. A középkorban a keleti szlávok és a Kijevi Rusz is használta magára, még a lengyel-litván nemzetközösség fennállása idején is. Hasonlóan ehhez, a latin nyelvben is a Rusi, Russi vagy Rusci szavakat használták a keleti szlávokra, a 11. századtól kezdődően kezdték el őket egységesen ruténeknek nevezni. A kora újkortól kezdődően már csak a mai Belarusz és Ukrajna területén élőket nevezték így. Lengyelország felosztásakor ruténekként azonosították azokat a keleti szlávokat, akik a Habsburg Monarchia területén éltek, 1843-tól ez volt a hivatalos terminológia. A Magyar Királyság területén a rutén és ruszin megnevezéseket is használták a Kárpátalján élő népesség megnevezésére, egészen 1945-ig. A két világháború közti Csehszlovákiában és Magyarországon is a Ruszinszkó megnevezést (is) használták Kárpátaljára.
Régi irodalmi művekben találkozhatunk a kárpát-orosz megnevezéssel is, ami egy elavult kifejezés. A kárpát-ruszin egy összefoglaló név, mely Kárpát-Ruténiára utal: ez a terület magában foglalja Kárpátalját, Északkelet-Szlovákiát, Lengyelország délkeleti részét és Romániában Máramarost. Ahol lemkók élnek, ők már előszeretettel hivatkoznak magukra lemkóként vagy lemkó-ruszinokként, különösen az 1990-es évek óta.
Rusznyákoknak nevezik azokat a ruszinokat, akik a szerbiai Vajdaságban vagy a horvátországi Szlavóniában élnek. 

## Történetük

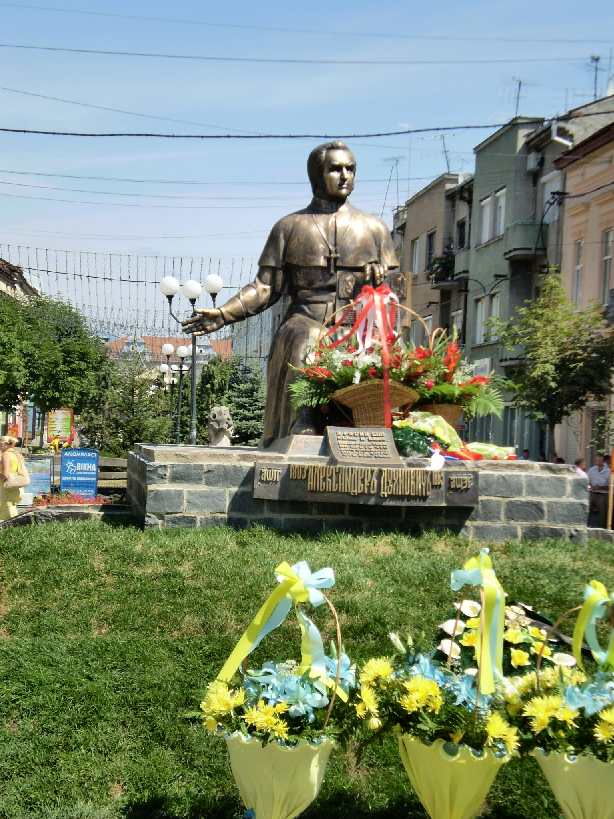
Duchnovits Sándor szobra Munkácson

A ruszinok eredetével kapcsolatosan különféle elméletek léteznek. Paul Robert Magocsi amerikai történész, akinek a ruszinok történelme a szakterülete, azon az állásponton van, hogy eredetük összetett, és nem kizárólag a Kijevi Russzal van összefüggésben. Őseik között ott vannak azok a szlávok, akik a hunok és az avarok elől menekülve haladtak a Kárpát-medence irányába; de ott vannak köztük a fehér horvátok is, akik a Kárpátok mindkét oldalán éltek és erődítményeket építettek, köztük Ungvár erődítményét, amelyet a mitikus uralkodó, Laborc birtokolt. George Shevelov ukrán származású történész elmélete szerint ezen keleti szláv törzsek, köztük különösen a huculok és a bojkók a keletebbre élő ulihok leszármazottai. Ukrán és orosz enciklopédiák a fehér horvátok leszármazottainak tekintik a ruszinokat.
A ruszinok az évszázadok folyamán mindig is a rusz népnévvel jelölték magukat, de saját nemzeti tudatuk csak a 19. század második felében alakult ki, amikorra az egykori Kijevi Rusz területén élő szláv népek is különböző elnevezéseket kezdtek el használni magukra. Az északi részeken élők már a 17. századtól nagyoroszokként hivatkoztak magukra, a nyugati részeken élők fehéroroszokként, a déliek pedig kisoroszokként. Utóbbiak nevezték magukat később ukránoknak, így a ruszin, mint név, a Kárpát-medencére korlátozódott.
Beáramlásuk a 8. századtól kezdődött a Kárpát-medence irányába. A valamikori Bereg vármegye területén tártak fel olyan sírokat, amelyek azt igazolták, hogy a normann vikingek (akik kivették a részüket a Kijevi Rusz alapításából is) szintén itt voltak. A 10. századtól kezdődően azonban ez a túlnyomórészt hegyvidéki terület a senki földje volt, határvidék a Magyar Királyság és a Kijevi Rusz között. A tatárjárás idején, 1241-ben a beözönlő mongol hordák kiirtották a lakosságot és elpusztították a településeiket, ugyanis a területen található Vereckei-hágó felől támadtak.
1395-ben Korjatovics Tódor, Munkács várának birtokosa, a legenda szerint embereket és katonákat hozatott északról, hogy velük népesítse be a lakatlan vidéket. Hogy ez tényleg megtörtént-e és ha igen, mekkora mértékben, az vita tárgyát képezi, de az tény, hogy Korjatovics tevékenysége mérföldkő volt a ruszinok szempontjából, mind a kultúra, mind a közigazgatás tekintetében. Átépítette és megerősítette Munkács várát, valamint megalapította a Szent Miklós-kolostort.
A 19. századi nemzetiségi mozgalmak nem hagyták érintetlenül a ruszinokat sem. Duchnovits Sándor eperjesi ruszin görögkatolikus lelkész megírta a ruszin himnuszt, és arra buzdította a Kárpátok vidékén élő görögkatolikus ruszinokat, hogy legyenek önálló nép. Ez a ruszin nemzeti ébredés a történelmi Magyarországon történt, a felvidéki szláv lakosság szlovák nemzetté formálódásával és a Habsburg uralom alatt álló Galícia kisorosz és kozák lakosságának ukrán néppé válásával egy időben. Ekkor a magyarországi ruszinoknál még nem terjedt el az ukranizmus. Tehát a mai ruszinok, a mai oroszok és a mai ukránok nemzeti öntudata nem azonos, mert a hajdani keleti szláv Ruszból más-más területen és úton alakultak ki. A ruszin népnek soha nem volt vezetői rétege, hanem többségük alacsony osztályba tartozó jobbágy, zsellér és pásztor volt. Emiatt nehéz volt összefogni az egész kárpáti ruszin népet. A Sztálin által kiegészített nagy-orosz ideológia értelmében (melyet ma már hitelt érdemlően nem lehet alátámasztani) Kárpátalja is az ún. „ősi” orosz földek részét képezik. Moszkva magát hosszú időn át a Kijevi Nagyfejedelemség utódjának tekintette, amelyet orosz államként festettek le. Ebbe az ideológiába utólag kapcsolták csak be Kárpátalját, amely sosem tartozott a kijevi államhoz és a ruszinokat ukránokká fokozták le. A 19-20. század közötti orosz és ukrán nacionalisták, majd a kommunisták a ruszinokra is igyekeztek kiterjeszteni a befolyásukat.
A Habsburg Birodalom és az Osztrák-Magyar Monarchia idején temrészetes volt, hogy a ruszin értelmiség egy része Budapest és Bécs felé húzott, és részben el is magyarosodtak, de egy másik részük pedig az Orosz Birodalom felé tett inkább gesztusokat. 1848. május másodikán Lembergben (ma: Lviv) megalakult a Legfelső Rutén Tanács, az első összruszin politikai reprezentációs szervezet. Képviseletükben oroszlánrészt vállaltak a görögkeleti klérus tagjai.
A 19. század végétől tömeges elvándorlás kezdődött itt is, ahogy az Osztrák-Magyar Monarchia más területein is. Körülbelül háromszázezer ruszin vándorolt ki az Egyesült Államokba, a többségük az északkeleti tagállamokban telepedett le, de jelentős kisebbségeik alakultak ki Minnesota, Colorado, Alabama, Washington és Montana államokban is. Néhányan Kanada, Brazília és Argentína felé vették az irányt.
Az első világháborút követően több, rövid életű államalakulatot is létrehoztak. Ilyen volt a Lemkó Köztársaság, a Hucul Köztársaság és a Komańczai Köztársaság, majd később a Nyugat-Ukrán Népköztársaság. A történelmi Magyar Királyság széthullását követően a Magyar Népköztársaság az 1918. évi X. néptörvénnyel létrehozta Ruszka Krajnát, és a ruszin (rutén) népnek autonómiát biztosított. A jogszabály a zűrzavaros időkben végül nem tudott érvényesülni. A világháborút követően a ruszinok lakta területek túlnyomó többsége Csehszlovákiához került. A két világháború között Kárpátaljai Rusz vagy Ruszinszkó egyike volt a Csehszlovákián belüli négy nagy közigazgatási egységnek. Ezen belül a ruszinok viszonylag szabadon élhettek, lehettek saját iskoláik, színházaik, virágozhatott a kultúra, és saját maguk választhattak kormányzót. Azok a ruszinok, akik kívül rekedtek, Lengyelország és a Szovjetunió területére kerültek a valamikori Galíciából, és jogaik sokkal korlátozottabbak voltak.
1938 októberében Csehszlovákia a felbomlás szélére került, és megalakult az autonóm Kárpátaljai Rusz. Első miniszterelnöke Bródy András volt. Amikor 1939 márciusában Csehszlovákia szétesett, Avgusztin Volosin lett a miniszterelnök, aki kikiáltotta az önálló Kárpát-Ukrajnát. Az államalakulat mindösszesen egy napig létezett, ekkor Magyarország annektálta azt, és egészen 1944 végéig egy sajátos, félig önálló közigazgatású területként kezelte.
1944. november 26-án Munkácson szovjet nyomásra az összegyűlt küldöttek kinyilvánították "Szovjet-Ukrajna" és "Kárpátontúli Ukrajna" egyesülését. Ezután hozzáláttak a ruszin öntudat megsemmisítéséhez: értelmiségieket végeztek ki, irodalmi műveket pusztítottak el, s arra kényszerítették az embereket, hogy hagyják el kultúrájukat és ne beszéljenek ruszinul. Teljes mértékben azonban máig sem sikerült beolvasztani őket. A görögkatolikus vallás hagyományait és sajátos népi kultúrájukat sokan erősen őrizték, és így mindmáig sikeresen megmaradt a ruszin nemzeti öntudat is.
A ruszinok eredetüket tekintve mind a Kárpátokhoz kötődnek: vagy még most is a Kárpátok lejtőin élnek (Kárpátalján, Kelet-Szlovákiában, Délkelet-Lengyelországban), vagy pedig onnan vándoroltak el a 18. században a Délvidékre (bácskai, illetve szerémségi ruszinok), illetve onnan vándoroltak tovább a 19. században tömegesen az Egyesült Államokba és Kanadába.

## Néprajz

Ruszin néprajzi csoportok Kárpátalján

A ruszin törzseket a földrajzi elhelyezkedés szerint etnográfiailag két fő csoportba sorolhatjuk. Az Alföld közelében, a síkföldön és a Kárpátok alacsony nyúlványain vannak a völgy-, illetve síklakók (dolisnyánok), míg a Kárpátok gerince közelében, a hegyvidéken, a hegylakók (verhovinaiak).
1. dolisnyánok
2. verhovinaiak
  - lemkók
  - bojkók
  - huculok

## Vallás
A ruszinok és a vallás kapcsolata mindig is szoros volt, de sokszor ellentmondásos. Nem egyértelmű, hogyan tértek katolikus hitre: hogy az ortodox térítők munkájának volt köszönhető, vagy a Nagymorva Birodalom idején nyugatról. Az egyik első ruszin szent az 1043-ban meghalt Uhrin Mózes volt, aki szerzetessé válása előtt a Kijevi Rusz hercege, Borisz alatt szolgált. Ebből az időből származik a Prosztopinije egyházi ének, amely megőrizte a Kijevi Rusz ősi énekstílusának elemeit.
Közel hatszáz éven keresztül az ortodox egyház volt a domináns. A Habsburg Birodalom befolyásának növekedésével az orotodox klérusé csökkenni kezdett, és az ő jogaik is a jobbágyokéval vetekedhettek csak. Hogy javítsanak a helyzetükön, egy önálló egyház létrehozását tervezték, ami csak nagyon nehezen sikerült. 1646-ban létrejött az úgynevezett ungvári unió, amelyben elismerték a pápa fennhatóságát, és létrejött a ruszin görögkatolikus egyház. Ez az új egyház már megkapta a birodalom áldását és segítségét is, miközben megtarthatták régi rítusaikat és a papjaik is házasodhattak. A ruszinoknak ekkortájt két püspöke lett: egy görögkatolikus és egy ortodox, egészen 1721-ig, amikor az utolsó ortodox papokat is befogadta az egyház. Bereg és Máramaros területén még pár évtizedig ortodox maradt egynéhány pap.
Az 1890-es években kezdődött az ortodoxia reneszánsza. Az áttérőket üldözték, némelyiküket felségárulásért el is ítélték és a thalerhofi táborba hurcolták. Ennek politikai okai is voltak, ugyanis az ortodox hit terjedésében az orosz birodalmi politika terjeszkedését is látták. Leghíresebb mártírjuk az 1914-ben kivégzett Makszim Szandovics pap volt. Az Egyesült Államokban élő ruszinok nagy része a 20. század elején közvetetten ennek hatására lett ortodox, miután a bolsevik forradalom elől menekülő orosz emigránsok létrehozták az amerikai orosz ortodox egyházat, amely megtérítette őket.
A második világháborút követően a szovjetek felszámolták az ungvári uniót, és ezzel a görögkatolikus egyházat is az általuk annektált területeken. Az ungvári görögkatolikus székesegyház a moszkvai székhelyű orosz ortodox egyházé lett, azokat a papokat és püspököket, akik nem voltak hajlandóak áttérni, munkatáborokba deportálták. Az üldöztetés leghíresebb áldozata Romzsa Tódor volt. Csak a Szovjetunió széthullásakor, 1991-ben sikerült restaurálni a görögkatolikus egyházat, de az ortodoxia továbbra is jelen maradt új templomok és székesegyházak építésével. További feszültséget jelentett az akkor már független Ukrajna területén, hogy az itteni ortodoxok továbbra is a moszkvai, és nem a kijevi patriarchátus felé voltak elkötelezettek.
A ruszin görögkatolikus egyház bizánci rítusú, amely elfogadja Róma fennhatóságát. Megtartották a bizánci liturgiát, a nyelvezetet, a külsőségeket, és a papjaik házasodhatnak. 

## Veszélyeztetett nép
Az önálló ruszin nép létrejötte feszültségekkel teli. Az évszázadokon át létező paraszti kultúra a modern korban az ukrán és egyéb nacionalizmusok hatása alatt nem tudta a nemzetté válás útját járni. 20. század eleji magyarországi helyzetük megismerhető Bartha Miklós 1901-ben írt munkájából (Kazárföldön). Önálló állam hiányában, iskolák és egyéb intézmények nélkül csak lassan jött létre a nép öntudatos értelmiségi rétege. A modern ruszin kultúra létrejötte – mint a legtöbb nemzet esetében – a hagyományos életformától való elszakadást és új kultúrahordozó társadalmi formák létrejöttét igényli, amelyben az értelmiség szerepe meghatározó.
A több országban szétszórt, mindenütt kisebbségi nemzetiségnek a korábban lezajlott szomszéd (elsősorban ukrán) nacionalizmussal is szembe kell néznie. Az ukrán nacionalisták szerint a ruszinok ukránok, nyelvük sem önálló, hanem az ukrán nyelv egyik dialektusa. Ezért – érdekes módon – a legerősebb ruszin identitással rendelkező személyek Ukrajnán kívül élnek. Mindenütt erősen fenyegeti őket az asszimiláció.
A ruszinok 1991 óta küzdenek külön nemzetiségként való elismerésükért, sokan autonómiát is akarnak maguknak Kárpátalján, amit Kijev csak halogat, vagy egyszerűen nem hajlandó megtenni. 2008 őszén, amikor még mindig kaotikus állapotok voltak Ukrajnában a narancsos forradalom a II. Európai Ruszin Kongresszus elfogadta azt a határozatot, amely követeli Kijevtől az autonómiát, ellenkező esetben a ruszinok kikiáltják Kárpátalja függetlenségét. A kérelmet a területi tanácsa elutasította, mondván nem az ő hatáskörük ez. Sokan egyszerűen nem vették komolyan a követelést és a fenyegetéseket, valamint a szomszédos országok, így Magyarország sem tanúsított bármilyen reakciót a kérdésben. Mások megrettentek, mert Moszkva kijelentette, hogy nem közömbös számára a kérdés, sőt fel akarja karolni a ruszinok ügyét. Ezért nem kevesen orosz politikai cselvetésnek találják a ruszin függetlenség elképzelését. Többen nem látják időszerűnek még ezt, s alaposabb körültekintést és munkálatokat kell véleményük szerint tenni ez ügyben. Lehetséges, hogy javulna a kárpátaljai magyarok helyzete egy ruszin államban, de nagy a valószínűsége annak, hogy inkább a ruszin nacionalizmusnak lennének kitéve a magyarok, mivel igen nagyszámú kisebbséget alkotnak Kárpátalján. A narancsos forradalom bukása után az elnöki széket újból elfoglaló Viktor Janukovics kormánya végül 2010 nyarán döntést hozott, amelyben elutasítja, hogy a kárpátaljai ruszinoknak bárminemű autonómiát, vagy akár külön nemzetiségként való elismerést adjon. De a ruszin vezetők nem adták fel. Azonban 2011 elején olyasmi hangzott el, miszerint Dimitro Szidor tiszteletes fenyegető hangon követelte Kijevtől, hogy legalább minimális jogokat biztosítson a ruszinoknak (önálló nemzeti kisebbségként való elismerésüket), amennyiben ha még erre sem hajlandó Ukrajna, a ruszinok felkelést készek indítani. A felkeléssel való fenyegetés viszont aligha lehet valós, mert ezt Szidor és más ruszin vezetők határozottan cáfolták és az ukrán belbiztonsági erők provokáció-kísérletének tartják, hogy ők találták ki a felkelésről szóló kijelentést, hogy a ruszin mozgalmat szeparatizmussal lehessen gyanúsítani.
Ukrán nacionalisták nem egy esetben élnek olyan vádakkal a szomszédos országok ellen, ahol elismerik a ruszinokat mint nemzetiséget, hogy ezáltal próbálják megkérdőjelezni Ukrajna jogát Kárpátaljára és a ruszin szeparatizmust támogatják.
Ukrajnában sokkal több ruszin él, de nem vállalhatják fel. Népszámláláskor, ukránnak vagy orosznak esetleg egyéb szláv nemzetiségűnek vallhatják magukat.
Szlovákiában, noha a harmadik legnagyobb kisebbség, nyelvi jogaik folyamatosan sérülnek.

## Híres ruszinok

Ruszin zászló

A világ ruszinjainak címere

- Balogh Mihály vikárius, országgyűlési képviselő
- Balugyánszky Mihály jogász, államtanácsos
- Vasiľ Biľak kommunista politikus, Csehszlovákia Kommunista Pártjának egyik egykori vezetője
- Bonkáló Sándor irodalomtörténész
- Andrej Bródy politikus, Kárpátalja első miniszterelnöke
- Hodinka Antal történészprofesszor, az MTA rendes tagja
- Alfred Redl az Osztrák–Magyar Monarchia hadseregének főtisztje, katonai hírszerző
- Romzsa Tódor munkácsi görögkatolikus püspök, vértanú
- Dmitro Dmitrovics Szidor lelkész, Kárpátaljai Ruszin Szojm elnöke
- Sztripszky Hiador etnográfus
- Hürrem Szultána I.Szulejmán felesége
- Meg Ryan színésznő
- Mihajlo Ivanovics Tomcsanyij író
- Avgusztin Ivanovics Volosin görögkatolikus pap, politikus
- Andy Warhol festőművész
- Sandra Dee színésznő

## Fordítás
- Ez a szócikk részben vagy egészben  a   Rusyns című angol Wikipédia-szócikk ezen változatának fordításán alapul.  Az eredeti cikk szerkesztőit annak laptörténete sorolja fel. Ez a jelzés csupán a megfogalmazás eredetét és a szerzői jogokat jelzi, nem szolgál a cikkben szereplő információk forrásmegjelöléseként.